# قاموس هانز فير
قاموس هانز فير ويُسمى أيضًا معجم اللغة العربية المعاصرة (بالإنجليزية: Dictionary of Modern Written Arabic)‏ أو معجم العربية المكتوبة الحديثة (بالإنجليزية: Dictionary of Modern Written Arabic)‏ هو قاموس عربي-إنكليزي وضعه هانز فير وترجمه إلى الإنكليزية ونقحه ج. ملتون كوان. نشره لأول مرة، عام 1961، اوتو هراسويتس في فيسبادن، ألمانيا. وكان نسخة إنكليزية منقحة ومزيدة من قاموس هانز ڤير بالألمانية (بالألمانية: Arabisches Wörterbuch für die Schriftsprache der Gegenwart) ("قاموس عربي للغة المكتوبة المعاصرة") (1952) وملحقه الملحق (1959). الكتابة في عقد الستينيات، كما يعلق أحد النقاد: «بين كل قواميس العربية المكتوبة المعاصرة، فإن هذا العمل [بين أيدينا] ... هو الأفضل.»

## الطبعات
القاموس وصل الطبعة الرابعة عام 1994.